# Giulio Clovio
(Giorgio Vasari Vite de' più eccellenti architetti, pittori, et scultori italiani, da Cimabue insino a' tempi nostri)
Giorgio Giulio Clovio (Grižane, 1498 – Roma, 5 gennaio 1578) è stato uno dei più importanti miniaturisti del Rinascimento italiano.

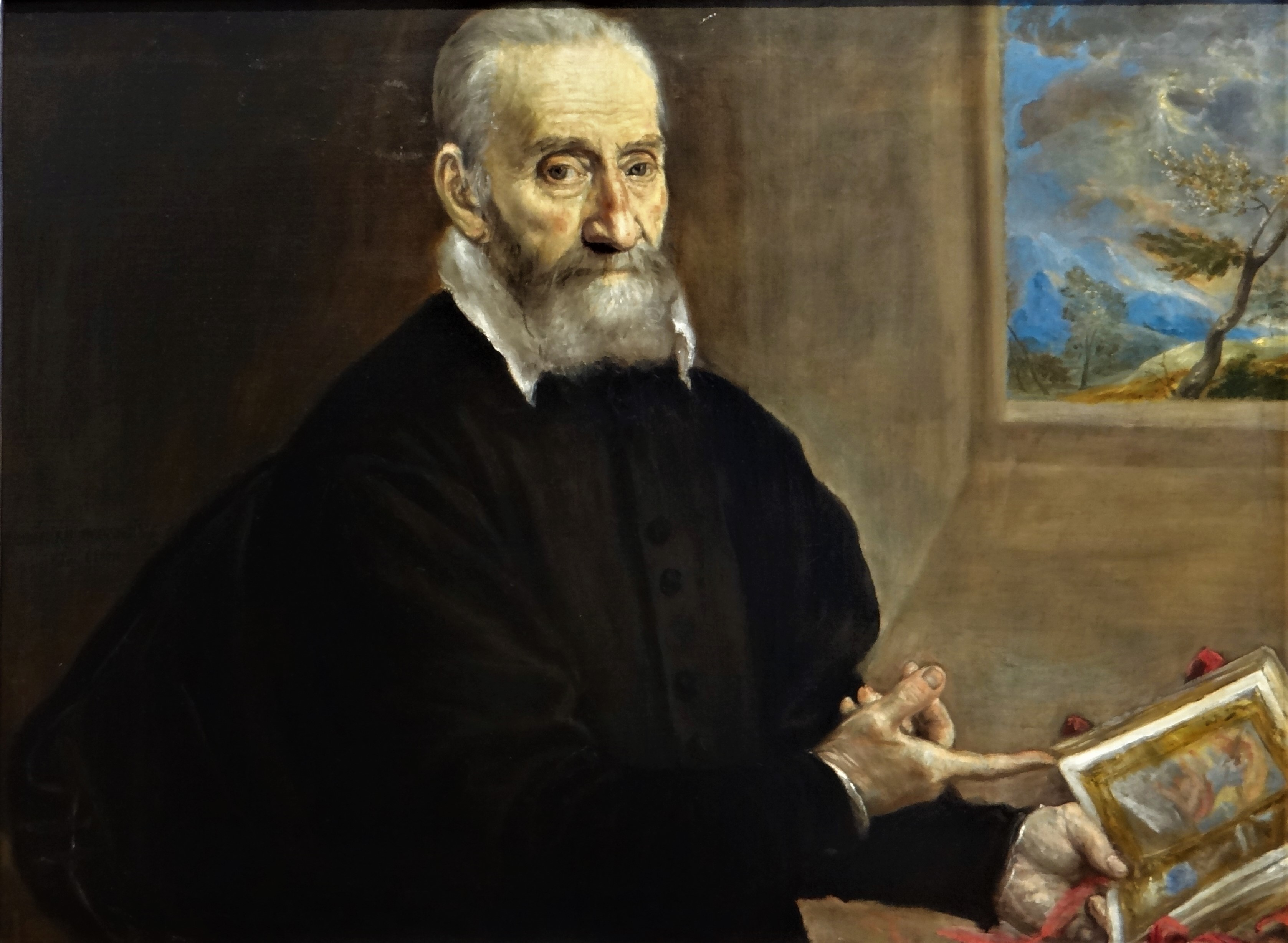
Ritratto di Giorgio Giulio Clovio (El Greco, 1571)

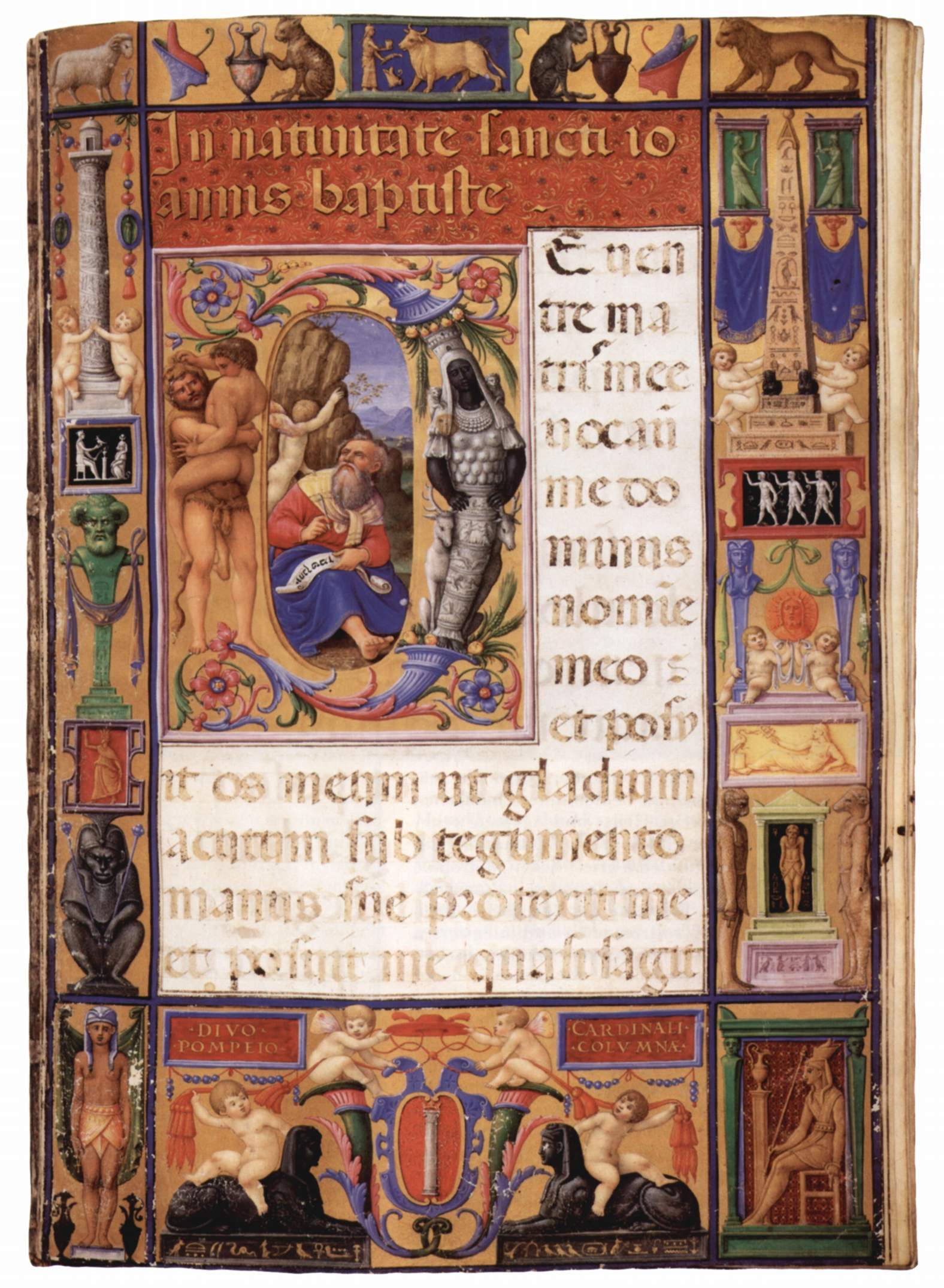
Una pagina miniata del Messale Colonna (John Rylands University Library, Manchester)

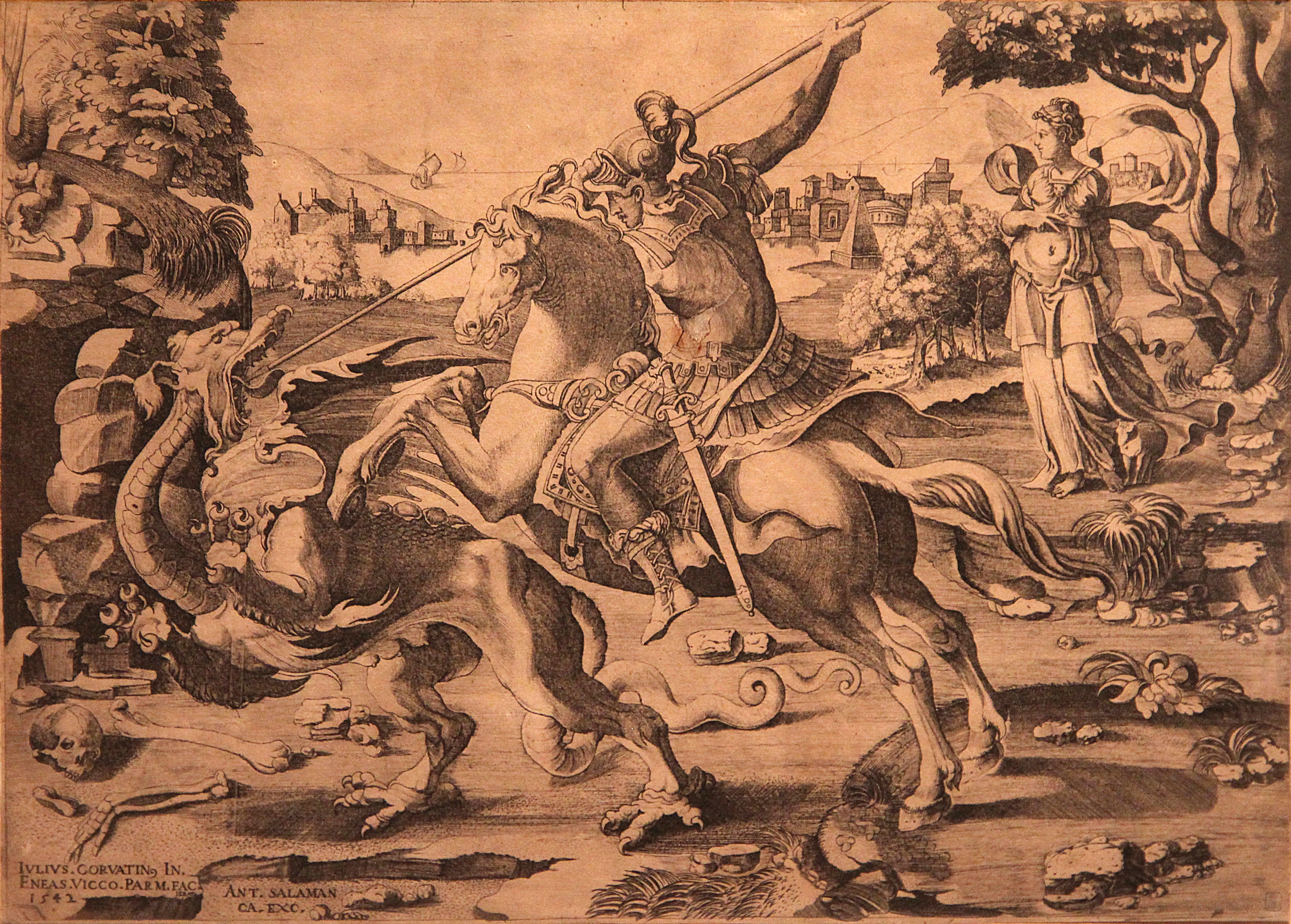
Incisione del Cabinet des Estampes Enea Vico secondo Giulio Clovio (1522).

Il Vasari lo ha definito come il più grande miniaturista della sua epoca. I contemporanei solevano chiamarlo il "Michelangelo della miniatura".

## Vita e opere
Clovio nacque a Grižane (Grisane), Grižane-Belgrad (Grisane-Belgrado), un borgo appartenente alla cittadina di Novi oggi in Croazia (nei pressi di Cirquenizza, nel Golfo del Quarnaro), anche se la città di Dervenico contende a Grižane l'origine del pittore: la disputa è tuttora in corso.
Non vi sono molte notizie sulla sua gioventù: pare che abbia appreso l'arte del disegno presso il monastero benedettino di Cirquenizza e in seguito abbia studiato a Roma con Giulio Romano.
Nel 1516 lavorò a Venezia ospite dei Contarini, in seguito a Firenze e, dopo una breve parentesi a Buda alla corte di Luigi II d'Ungheria e Boemia, per un lungo periodo a Roma al servizio dei Farnese (dove crea il Lezionario Farnese), dove conobbe e fu protettore del giovane Doménikos Theotokópulos, noto in seguito come "El Greco".
Morì a Roma nel 1578 ed è sepolto nella Basilica di San Pietro in Vincoli.
Le sue opere rappresentano ritratti e scene storiche dipinte con grande precisione e ricchezza di colore. Il suo capolavoro è il Libro d'Ore del cardinale Alessandro Farnese realizzato nel 1546, ma vanno citate anche una Crocefissione, una Pietà, un Autoritratto ed il Commentario alle epistole di San Paolo.